# Michael J. Belton
Michael J. Belton (Bognor Regis, West Sussex, Anglaterra, 29 de setembre de 1934 - 4 de juny de 2018) fou un astrònom estatunidenc d'origen anglès, president de Belton Space Exploration Initiatives i astrònom emèrit al Kitt Peak National Observatory d'Arizona. Belton es va exercir com a President en el 2002 del Planetary Science Decadal Survey que guia a la NASA i altres plans de les Agències del Govern dels Estats Units per a l'exploració del sistema solar. Belton va estudiar primer a la Universitat de St. Andrews a Escòcia i es va doctorar a la Universitat de Califòrnia a Berkeley per la seva tesi doctoral sobre "La interacció de les cues dels cometes de tipus II amb el medi interplanetari".
Belton va dirigir l'equip de Galileo Imaging Science en estudis d'imatges d'alta resolució de Venus, Júpiter, les llunes de Júpiter Io, Europa, Ganimedes i Cal·listo, la lluna de la Terra, així com els asteroides Ida, Gaspra, i Dàctil. L'equip també va estudiar la col·lisió del cometa Shoemaker-Levy 9 amb Júpiter.

## Honors
- Premi Gerard P. Kuiper en Ciències Planetàries, 1995[6]
- El planeta menor 3498 Belton porta el seu nom[7]